# Piperkovo
Piperkovo (bulgariska: Пиперково) är ett distrikt i Bulgarien.   Det ligger i kommunen Obsjtina Tsenovo och regionen Ruse, i den centrala delen av landet, 200 km nordost om huvudstaden Sofia.
Trakten runt Piperkovo består till största delen av jordbruksmark. Runt Piperkovo är det ganska glesbefolkat, med 42 invånare per kvadratkilometer.